# روجر كوك (صحفي)
روجر كوك (بالإنجليزية: Roger Cook)‏ هو صحفي نيوزلندي، ولد في 6 أبريل 1943.